# Kamienne kręgi Senegambii
Kamienne kręgi Senegambii – wspólna nazwa czterech megalitycznych stanowisk archeologicznych w Senegalu i Gambii, spośród ponad tysiąca stanowisk tego typu położonych w pasie o długości ok. 250 kilometrów i szerokości ok. 120–150 kilometrów w dorzeczu rzeki Gambii. Cztery stanowiska obejmują łącznie 93 kamienne kręgi, a także kurhany. Archeologom nie udało się jak dotąd zidentyfikować kultury ich budowniczych ani określić funkcji budowli. Znaleziona podczas wykopalisk broń i miedziane ozdoby naramienne pozwalają jednak przypuszczać, że były to groby władców.
W 2006 roku cztery kamienne kręgi Senegambii wpisano na listę światowego dziedzictwa kultury UNESCO.

## Opis

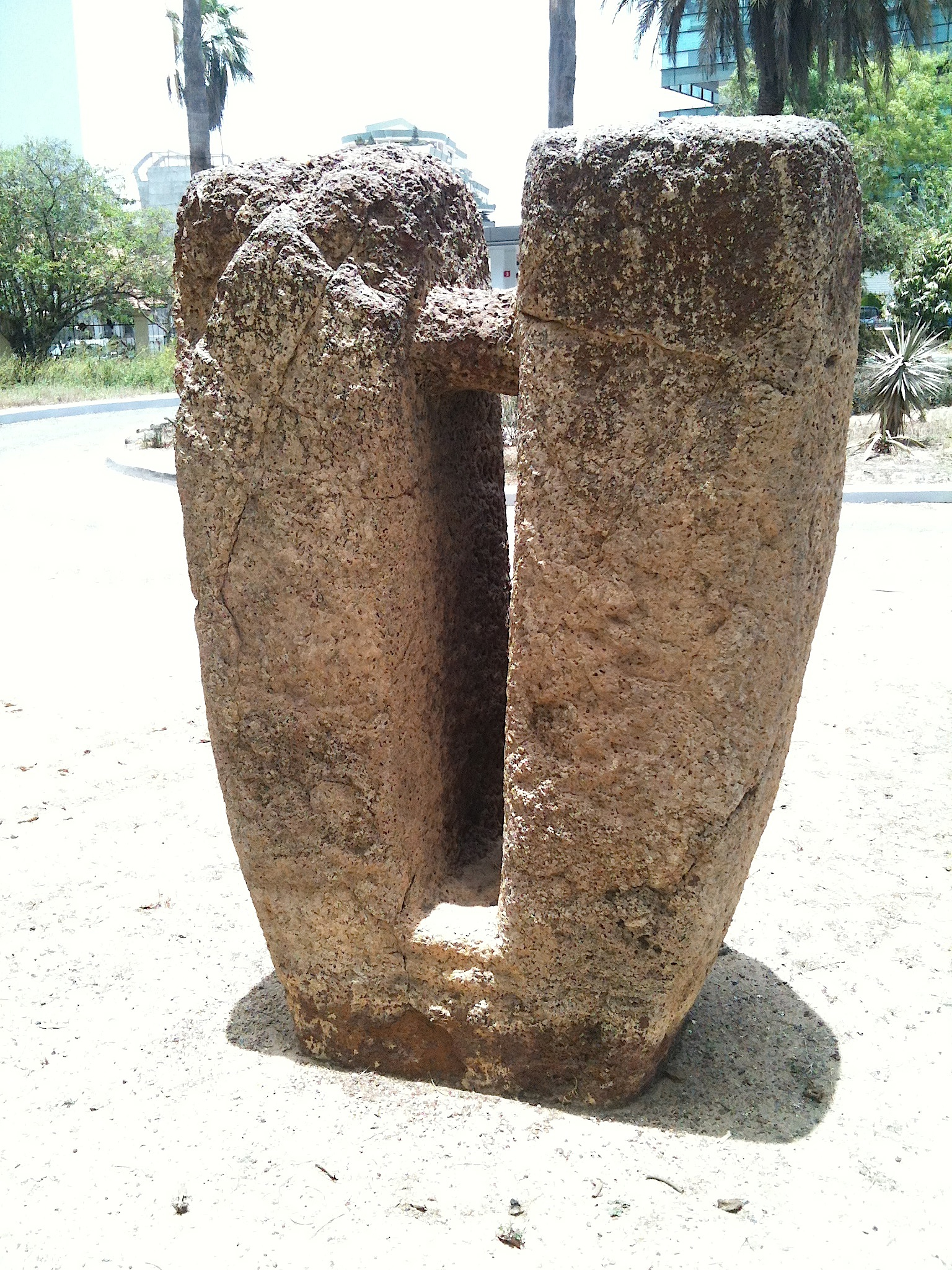
Megalit o charakterystycznym kształcie liry („Y”)

Na terenie Senegalu i Gambii odkryto liczne obiekty megalityczne. Ich występowanie skoncentrowane jest na obszarze 33 tys. km², ograniczonym od południa i północy rzekami Gambia i Saloum i rozciągającym się pomiędzy miastami Kaolack i Tambacounda. Obszar ma ok. 120–150 km szerokości i ok. 250 km długości. Odnaleziono tu 1087 grup obiektów megalitycznych z ok. 30 tys. megalitów.
Kamienne kręgi wznoszone były w grupach lub indywidualnie. Mają średnio od 4 do 6 m średnicy i składają się z 8–18 laterytowych bloków. Walcowate lub wielokątne kamienne bloki, wykonane przy pomocy narzędzi metalowych, mają średnio po 2 m wysokości i ważą 7 ton . Istnieje również 12 kręgów podwójnych. Każde stanowisko po stronie wschodniej ma jeden lub kilka wolno stojących megalitów. Niektóre kamienie zdobią na górze znaki, których znaczenie nie jest znane. Niektóre megality mają charakterystyczny kształt liry („Y”), niespotykany w innych megalitycznych stanowiskach Afryki. Wszystkie kompleksy wzniesiono w miejscach pochówku.
Kamienne kręgi Senegambii obejmują cztery stanowiska archeologiczne z 93 kamiennymi kręgami, licznymi kurhanami i kopcami, których powstanie datuje się na okres od III w. p.n.e. do XVI w. n.e. :
- Kerr Batch (Gambia)
- Sine Ngayène (Senegal)
- Wanar (Senegal)
- Wassu (Gambia)

### Kerr Batch (Gambia)

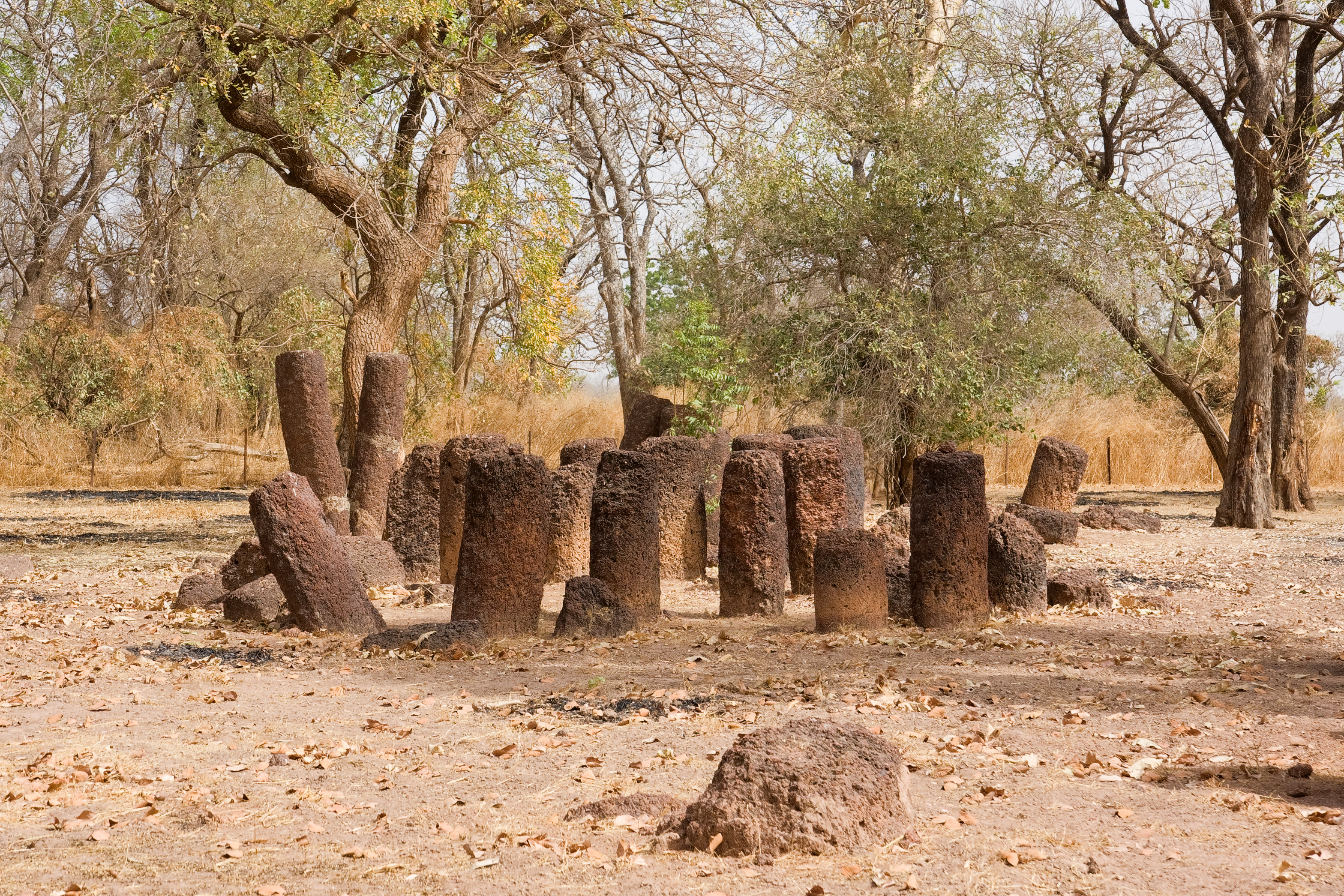
Kamienny krąg w Kerr Batch

Na ogrodzonym terenie w Kerr Batch znajduje się 9 kamiennych kręgów, w tym jeden podwójny, oraz monumentalny megalit o charakterystycznym kształcie liry („Y”). Również w Kerr Batch otworzono z pomocą UNESCO niewielkie muzeum.

### Sine Ngayène (Senegal)

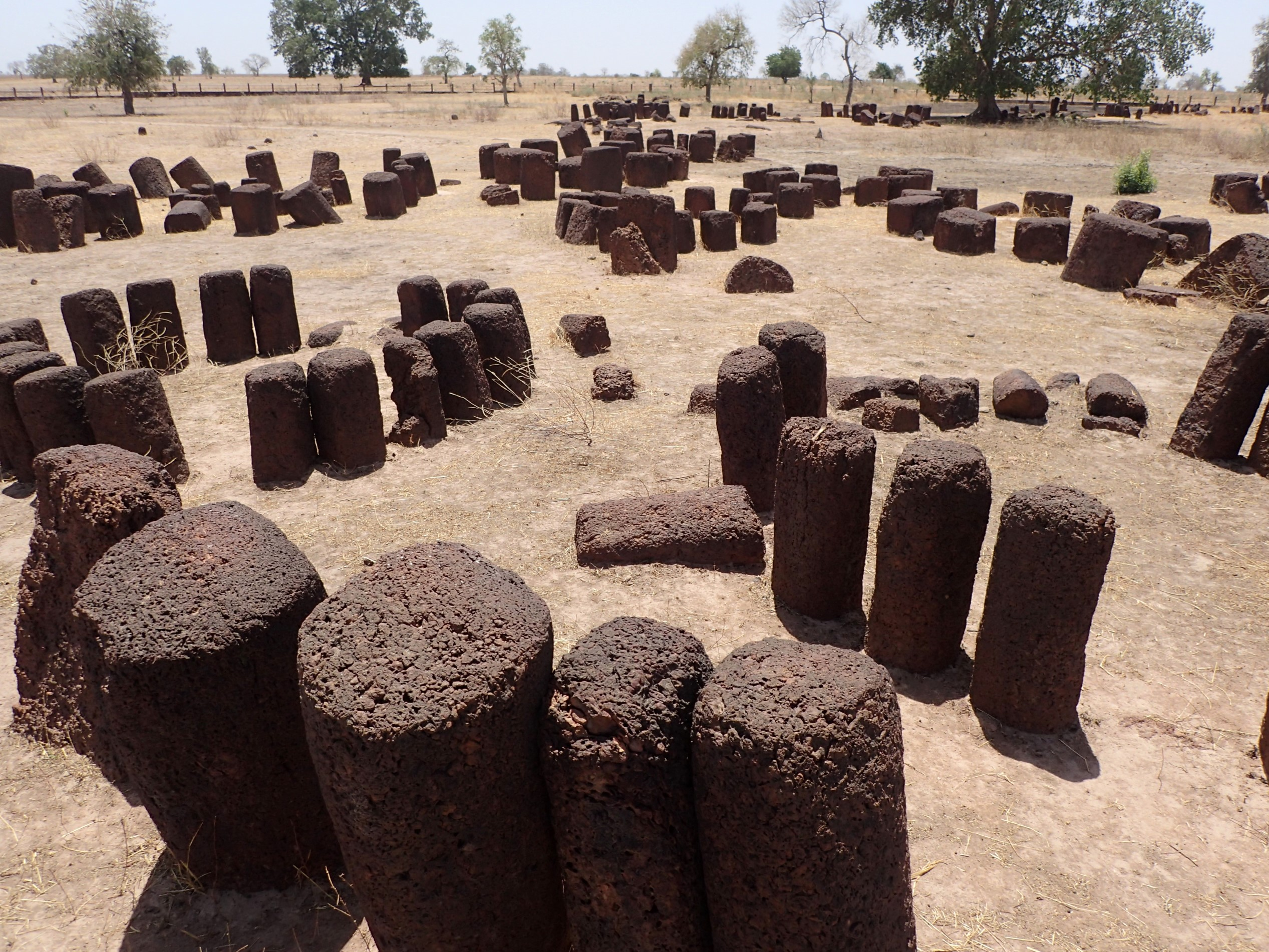
Kamienne kręgi w Sine Ngayène

Kompleks Sine Ngayène, odkryty ok. 1970 roku, jest największym tego typu stanowiskiem w regionie . Składa się z 52 kamiennych kręgów, do których budulec pozyskano z pobliskiego kamieniołomu . Odkryto tu również 100 kurhanów, w których znaleziono bogato wyposażone groby. Odnaleziono tu 1102 megality, w tym zdobione znakami, oraz jeden krąg podwójny. Kompleks używany był od II tysiąclecia p.n.e. do II tysiąclecia n.e.

### Wanar (Senegal)
Kompleks Wanar leży ok. 50 km na północ od Sine Ngayène i obejmuje 21 kamiennych kręgów, w tym jeden podwójny . Znaleziono tu 9 obiektów kamiennych w kształcie liry („Y”) , a także kamienie o kształcie odwróconej litery „A”. Badacze odkryli tu wiele grobów, które powstały najprawdopodobniej w XII–XIII w. n.e.

### Wassu (Gambia)

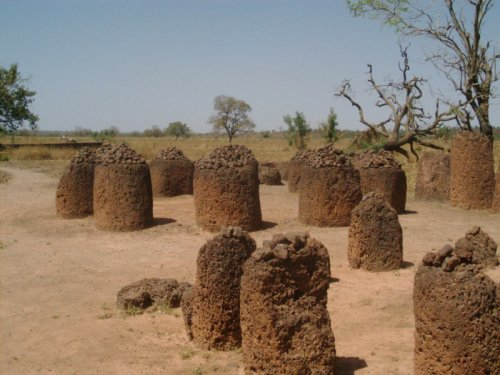
Kamienne kręgi w Wassu

Kamienne kręgi Wassu położone są około piętnastu kilometrów na północny zachód od miasta Janjanbureh (dawnego Georgetown) i około trzech kilometrów na północny wschód od miasta Kuntaur w niewielkiej miejscowości Wassu w gambijskiej dywizji Central River. Znajduje się tu 11 kamiennych kręgów, które datowane są na okres między 927 a 1305 rokiem n.e.  Znaleziono tu najwyższy blok kamienny o wysokości 2,59 m. Kręgi składają się z 10 do 25 laterytowych kamieni, z których każdy waży około 10 ton. Ich wysokość waha się od 1 do 2,5 metra. W Wassu działa małe muzeum poświęcone kamiennym kręgom.

## Historia prac archeologicznych i teorie powstania megalitów
Poszukiwania i pierwsze badania kompleksów megalitycznych na terenie Senegalu i Gambii zaczęto prowadzić pod koniec XIX w. Pionierami byli kapitan Duchemin i lekarz P. Jouenne, którzy pracując osobno, odkryli wiele stanowisk. Jouenne przedstawił teorię pochodzenia obiektów, wiążąc je z kultem słońca.
Przez dekady uznawano, że budowle te były zbyt zaawansowane technicznie, by mogli wznieść je czarni Afrykanie i ich budowę przypisywano kolejno Rzymianom, Kartagińczykom i Żydom. Na podstawie przeprowadzonych badań antropometrycznych i bioantropologicznych szczątków ludzi pochowanych w kompleksach, stwierdzono, że budowniczymi byli rdzenni mieszkańcy Afryki subsaharyjskiej. Jednak wyniki badań nie pozwoliły na jednoznaczne ustalenie powiązań budowniczych ze współczesnymi ludami na tym terenie. Jak dotąd nie udało się zidentyfikować kultury budowniczych kamiennych kręgów. 
W 2006 roku kamienne kręgi Senegambii wpisano na listę światowego dziedzictwa kultury UNESCO .